# Kinabaluelster
Die Kinabaluelster (Cissa jefferyi) ist eine Singvogelart aus der Familie der Rabenvögel (Corvidae). Mit etwa 27–38 cm Körperlänge und 125 g Gewicht ist sie eine eher kleine und kurzschwänzige Vertreterin der Grünelstern (Cissa). Wie alle Arten ihrer Gattung besitzt sie ein smaragdgrünes Gefieder und eine schwarze Gesichtsmaske. Das Verbreitungsgebiet von Cissa jefferyi beschränkt sich auf den Norden Borneos, wo sie die Wälder des Berg- und Hügellandes bewohnt. Die Vögel ernähren sich vorwiegend von Wirbellosen, die sie in kleinen Trupps auf dem Waldboden und im Geäst erbeuten. Ergänzt wird die Nahrung durch kleine Wirbeltiere. Die Brutzeit der Art liegt wahrscheinlich im Februar.
Aufgestellt wurde die Art 1888 von Richard Bowdler Sharpe. Seit den 1930er Jahren wurde sie mit der javanischen Buschelster als Cissa thalassina jefferyi in eine gemeinsame Art gefasst. Seit 2011 wird sie wegen von Unterschieden in den Lautäußerungen und der Morphologie in eine eigene Art gestellt. Wahrscheinlich ist die Kinabaluelster näher mit der Jagdelster (Cissa chinensis) als mit der Buschelster verwandt. Der Bestand der Art ist nicht erforscht. Da sie entfernt von menschlichen Siedlungsgebieten und in Naturschutzgebieten lebt, gilt sie derzeit nicht als gefährdet.

## Merkmale

### Körperbau und Farbgebung

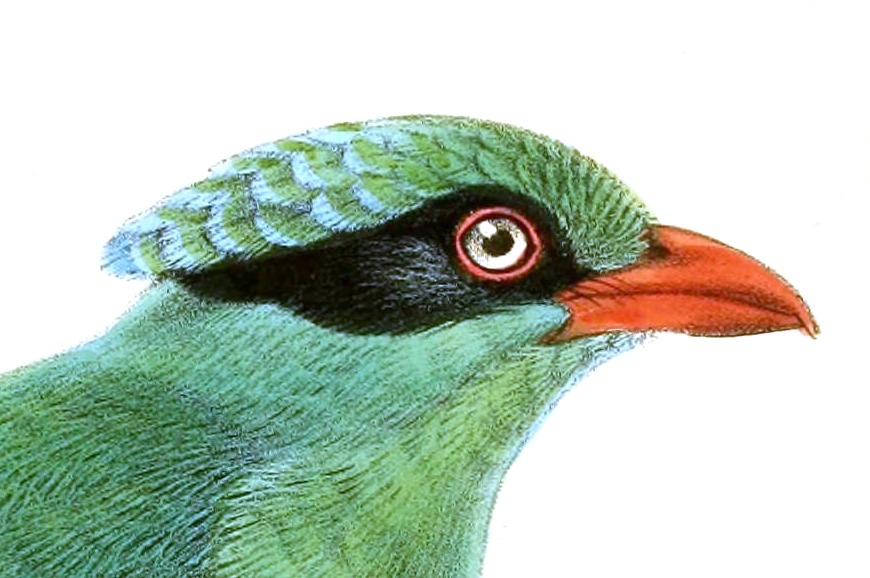
Detail der Kopfpartie der Art. Unter anderem die weißliche Iris und der vergleichsweise kurze Federschopf unterscheiden die Vögel von der javanesischen Buschelster (C. thalassina).

Die Kinabaluelster ist ein kleiner Rabenvogel mit kräftigem Schnabel und eher kurzen Beinen. Sie hat eine Körperlänge von 27–38 cm und wiegt rund 125 g. Damit entspricht sie größenmäßig der Buschelster (C. thalassina) und ist etwas kleiner als die restlichen Arten der Gattung Cissa. Zwischen Männchen und Weibchen besteht kein Geschlechtsdimorphismus. Die Flügel der Art erreichen eine Länge von 130–136 mm. Ihr Schwanz ist 118–129 mm lang und damit proportional kürzer als der der Jagd- oder der Goldbauchelster (C. hypoleuca), aber eindeutig länger als bei der Buschelster. Der Schnabel der Kinabaluelster misst 32–37 mm in der Länge und 11–14 mm in der Höhe. Ihr Laufknochen ist 38–42 mm lang.
In ihrer Gefiederzeichnung zeigt die Kinabaluelster das für Grünelstern typische Grundmuster: Kopf- und Körpergefieder sowie die Flügeldecken und die Oberseiten der Steuerfedern sind apfelgrün. Je länger sie Sonnenlicht ausgesetzt sind, desto mehr verblassen sie ins Bläuliche. Von den Zügeln zieht sich eine schwarze Gesichtsmaske bis in den Nacken, die die Augen der Vögel einrahmt. Da der Federschopf der Tiere den Nacken nicht bedeckt, erscheint die Maske anders als bei der Buschelster als durchlaufend. Die Innenfahnen und Spitzen der Schirmfedern sind grünlich weiß und bilden im gefalteten Flügel einen hellen Rand. Ihre Innenfahnen hingegen sind rötlich kastanienbraun, ebenso wie die äußeren Armschwingen und die Handschwingen. Die Schwanzfedern der Kinabaluelster zeigen unterseitig deutliche dunkle Subterminalbinden und weiße Federspitzen. Sie sind nur in Bauchansicht oder bei gespreiztem Schwanz erkennbar. Die Beine, der Schnabel und die Wachshaut der Vögel sind hell rot bis orangerot. Ihre Iris ist weiß und hat einen feinen rosafarbenen Innenrand.

### Flugbild und Fortbewegung
Die Kinabaluelster bewegt sich für gewöhnlich im niedrigen Unterholz oder auf dem Erdboden. Meist fliegen sie niedrig über dem Boden und selten über offenes Gelände, wodurch sie sich unter anderem von der sympatrischen Jagdelster unterscheiden. Ihr gegenüber zeichnen sie sich vor allem im Flug auch durch einen kürzeren Schwanz aus.

### Lautäußerungen
Die Lautäußerungen der Kinabaluelster sind wie bei allen Rabenvögeln komplex und vielseitig, weichen aber deutlich von denen ihrer Gattungsgenossinnen ab. Ihre Rufe enthalten gegenüber anderen Grünelstern kaum Harmonische, weshalb sie für das menschliche Gehör melodiöser und weniger krächzend klingen. Darüber hinaus nutzt sie höhere Tonfrequenzen als andere Arten. Akustisch ähnelt sie der Jagdelster, allerdings nicht so stark wie die Buschelster. Ihre Lautäußerungen sind pfeifend-säuselnd und ähneln denen kleinerer Singvögel. Typisch für die Kinabaluelster sind schnelle Serien von Pfiffen, bei denen auf drei bis fünf immer hellere und höhere  einsilbige Rufe eine tiefere und anders betonte Silbe folgt. Solche Ruffolgen bestehen aus swie oder pie, die auch die Grundlage für kürzere und simplere Lautäußerungen bilden. Das swie ist auch als dünnes, langgezogenes swiiiiie oder im Wechsel mit einem kehligen grg zu vernehmen.

## Verbreitung
Die Kinabaluelster bewohnt vor allem das bergige Landesinnere des nördlichen Borneo. Sie ist ein Standvogel und bleibt das ganze Jahr über in ihrem Brutgebiet. Ihr Verbreitungsgebiet verteilt sich über die Staaten Malaysia, Brunei und Indonesien. Den nördlichsten Punkt des Artareals markiert in etwa der Mount Kinabalu. Von dort aus verläuft seiner Grenze südwestwärts in etwa parallel zur Küste, stellenweise weist die Verbreitung aber auch Lücken auf. Im Südwesten reicht es bis zum Mount Murud und zum weiter südöstlich gelegenen Usan-Apau-Plateau. Seine Südostgrenze wird im Süden vom Mount Dulit markiert, von wo sie nordnordöstlicher Richtung wieder parallel zur Küste bis in den äußersten Norden der Insel verläuft. Das Artareal deckt im Wesentlichen das Hochland Borneos ab und dringt nirgendwo bis zur Küste vor. Wodurch genau es begrenzt wird, ist nicht erforscht. Es deckt sich weitgehend mit der Verbreitung der Jagdelsterunterart C. chinensis minor, die aber fast ausschließlich im Tiefland vorkommt und deren Lebensraum sich außer am Mount Kinabalu nicht mit dem der Kinabaluelster überschneidet. Die Gesamtgröße des Artareals wird auf 131.000 km² geschätzt.

## Lebensraum
Das typische Habitat der Art sind Bergregenwälder, stellenweise stoßen sie auch ins Hügelland vor. Sie bewohnen Höhenlagen zwischen 305 und 2735 m, kommen aber vorwiegend zwischen 950 und 2500 m vor. Die Kinabaluelster nutzt vor allem den Erdboden und das Unterholz, ist aber auch öfters im Kronenbereich der Bäume zu finden, während sie offene Flächen meidet. Aus dem Flach- und Hügelland und Habitaten abseits der Wälder wird sie wahrscheinlich von der Jagdelster verdrängt. Die obere Habitatgrenze bildet in der Regel die Waldgrenze.

## Lebensweise

### Ernährung
Nacktschnecken bilden einen wichtigen Bestandteil der Nahrung der Kinabaluelster. Darüber hinaus fressen die Vögel auch häufig Insekten und deren Larven, etwa Schmetterlingsraupen von bis zu 10 cm Länge oder lichtaffine Insekten, die sie in der Morgendämmerung um Lampen herum fangen. Einzelne Beobachtungen sprechen zudem von kleinen Schlangen, Eidechsen und möglicherweise Fröschen als Beute. Viele Nahrungsstücke werden am Boden auf moosigen, morschen Baumstümpfen oder unter Laub aufgelesen. Dabei könnte es sich allerdings auch um ein von den Beobachtungsmöglichkeiten verzerrtes Bild halten; Analysen des Mageninhalts liegen nicht vor.

### Sozial- und Territorialverhalten
Die Kinabaluelster bewegt sich meist in Paaren oder in kleinen Gruppen, bei denen es sich wohl um ein Brutpaar mit diesjährigem Nachwuchs handelt.

### Fortpflanzung und Brut
Über die Brutbiologie der Kinabaluelster ist kaum etwas bekannt. Beobachtungen von frisch ausgeflogenen Jungen im April lassen darauf schließen, dass die Brutzeit im Februar liegt. Nester oder Eier wurden bislang nicht beschrieben.

## Systematik und Entwicklungsgeschichte
Die Erstbeschreibung der Kinabaluelster stammt von Richard Bowdler Sharpe und datiert auf das Jahr 1888. Sharp beschrieb die Art gemeinsam mit einigen weiteren auf Basis von Bälgen, die John Whitehead am Mount gesammelt hatte. Die Jagdelsterunterart C. chinensis minor war damals bereits bekannt; Whitehead und Sharpe grenzten die erstmals beschriebenen Vögel auf Basis der hellen Flügelränder von ihnen ab. Auf dessen Wunsch nannte Sharpe die Art zu Ehren von Whiteads Vater Jeffery Cissa jefferyi. Die Systematik der Grünelstern war in der Folge zahlreichen Änderungen unterworfen. Jean Delacour erkannte 1929 sechs Arten, darunter auch C. jefferyi an, Frederick Nutter Chasen und Nagamichi Kuroda einige Jahre darauf nur jeweils eine polytypische Art Chissa chinensis. Charles Vaurie (1970) sowie Burt Monroe und Charles Sibley (1990) erkannten jeweils nur die Jagdelster und die Buschelster (inklusive C. jefferyi und C. hypoleuca) als gültige Arten an. Am einflussreichsten war jedoch Derek Goodwins Taxonomie, die zwischen der weitverbreiteten Jagdelster, der indochinesischen Goldbauchelster (C. hypoleuca) und einer Buschelster unterschied, wobei letztere die Hochlandformen Borneos und Javas vereinigte. Dem folgten in den nächsten Jahrzehnten die meisten Standardwerke, lediglich Hans Edmund Wolters meldete Zweifel daran an, dass es sich bei den weit voneinander entfernten Populationen Javas und Borneos um die gleiche Art handele. Das änderte sich mit zwei Revisionen der Gattung durch Edward C. Dickinson und Kollegen (2004) sowie einer Gruppe um Bas van Balen (2011). Dickinson und seine Mitautoren zogen Goodwins Umgrenzung in Zweifel, was van Balen zum Anlass nahmen, die Lautäußerungen und die Morphometrie beider Formen zu vergleichen. Sie kamen zu dem Schluss, dass die javanische Buschelster näher mit der Jagdelster verwandt sein müsse, da beide deutliche Überschneidungen im Rufspektrum zeigten. Hingegen zeigten C. thalassina und C. jefferyi nur wenige Gemeinsamkeiten und unterschieden sich darüber hinaus in der Gefiederzeichnung und der Farbe der Iris. Auf dieser Basis trennten sie beide Formen und stellten sie in eigene Arten; BirdLife International folgte dieser Auffassung bald darauf.

## Bestand und Status
Zum Bestand der Art liegen keinerlei zahlen vor. Allerdings ist bekannt, dass sie in verschiedenen Schutzgebieten vorkommt und im nordbornesischen Hochland als relativ häufiger Vogel gilt. Die Kinabaluelster wird deshalb – anders als die Buschelster auf Java – sowohl von van Balen und Kollegen als auch von BirdLife International als nicht gefährdet eingestuft.